# ゼブラーマン
『ゼブラーマン』は、2004年2月14日から全国の劇場で公開された日本映画。その中に登場する劇中劇、およびその主人公。そして、映画とタイアップして登場したプロレスラー。キャッチコピーは『白黒つけるぜ!!』
監督は三池崇史。俳優・哀川翔の主演100作目を記念して製作され、この映画で哀川は第28回日本アカデミー賞の優秀主演男優賞を受賞した。製作は「ゼブラーマン」製作委員会。配給は東映。2010年には続編の『ゼブラーマン -ゼブラシティの逆襲-』が公開された。
また、山田玲司による漫画版が『ビッグコミックスピリッツ』にて連載された。

## ストーリー
舞台は2010年。生徒からも家族からも疎まれる冴えない小学校教師市川新市は32年前に低視聴率で僅か7回の放送で打ち切りとなった特撮テレビ番組「ゼブラーマン」に登場する「白黒つけたぜ」が決め台詞のヒーロー・ゼブラーマンのコスプレという特異な趣味を持つ。
そのころ、市川の住む地区で、地球征服を目論む宇宙人による奇妙な事件が続発。ひょんなことから市川は憧れのゼブラーマンに扮しその宇宙人と戦うことになるのだった。

## キャスト
- ゼブラーマン / 市川新市：哀川翔
- ゼブラナース / 浅野可奈：鈴木京香
- 浅野晋平：安河内ナオキ
- 市川みどり：市川由衣
- 市川幸世：渡辺真起子
- 市川一輝：三島圭将
- 瀬川：近藤公園
- 放火魔：徳井優
- スーパーの買い物客：田中要次
- 一本木：内村光良（友情出演）
- ニュースキャスター：麻生久美子（友情出演）
- スーパーの店員：袴田吉彦（友情出演）
- 駄菓子屋のオヤジ：古田新太（友情出演）
- カニ男 / 北原：柄本明
- 神田：岩松了
- 目黒国治：大杉漣
- 及川：渡部篤郎
- 誘導する刑事：飯島大介

## スタッフ
- エグゼクティブプロデューサー：黒澤満、平野隆
- 企画：福地公美、遠藤茂行
- プロデューサー：岡田真、服部紹男
- 監督：三池崇史
- 脚本：宮藤官九郎
- 撮影：田中一成
- 録音：小原善哉
- サウンドエフェクト：柴崎憲治
- 照明：三重野聖一郎
- 編集：島村泰司
- 音楽：遠藤浩二
- 衣装デザイン：越智雅之
- CGIプロデューサー：坂美佐子
- CGIディレクター：太田垣香織
- 美術：坂本朗、松塚隆史
- スタントコーディネータ：辻井啓伺
- スチール：池田岳史
- 助監督：仰木豊
- 製作プロダクション：セントラル・アーツ
- 「ゼブラーマン」製作委員会：TBS、東映、東映ビデオ、MBS、WOWOW、小学館、毎日新聞社、電通、スポーツニッポン、BINGO

## 主題歌
「日曜日よりの使者」
作詞・作曲：甲本ヒロト 　編曲・歌：THE HIGH-LOWS
この曲はHondaの「Do You Have a HONDA?」のキャンペーンソングでもあるが、劇場公開にあわせてシングルカットされた。

## 製作
1990年の東映Vシネマ『ネオチンピラ 鉄砲玉ぴゅ〜』を初の主演作として、以降は大半の主演作がVシネマの哀川翔は"Vシネマの帝王"と呼ばれた。本作は主演作を積み重ねてきた哀川と、Vシネマも撮ってきた三池崇史監督が「100本目を祝おう」と製作したもの。出資者やVシネマファンを巻き込み、結果的に全国184館での上映という盛大なイベントになり、積み重ねられたVシネマの人と歴史とファンの、ある種の"爆発"ともいえる現象が起きた。
哀川は「100本目にしてやっと子供たちにも面と向かって『映画館に見に行けよ』と言える作品ができた。今までは『こっそり見ろよ』なんて言ってたからね(笑)」「おれは不良というよりやんちゃしていた程度だけど、ターゲットは元・不良、今・不良、これからの不良、約2000万人。『翔さんに憧れてヤクザになりました』というファンもいたよ。おれ、そういうつもりで映画やっているワケじゃないから、『やめといたほうがいいと思うよ』と言ったけど(笑)」「100本目を作ってくれたスタッフに感謝。『ゼブラーマン』を観た後に涙が出たよ」などと話した。

## 宣伝・興行
東映宣伝部が宣伝を担当したが、哀川は公開前に活字、テレビと合わせて異例の200件の取材をこなし、"哀川翔まつり"状態。公開は3週間だったが、大きな話題を呼んだ。

## 劇中劇 ゼブラーマン
1978年3月4日から、同年4月15日まで土曜日19時30分 - 20時にテレビハンドレッド系で7話放送され、視聴率1.8%という低迷により打ち切られた特撮テレビ番組……という架空の設定の作品。いわゆる劇中劇である。

### あらすじ
主人公の十文字譲は、とある小学校に勤める教師。世間で騒がれている環境破壊や公害、犯罪などには、人一倍憤る強い正義感を持つ男だが、引っ込み思案であるため、普段は目立たない存在。動物園の飼育係をしている譲の伯父・十文字念二郎（通称「念仏おやじ」）の一家と共に暮らしている。
そんな平凡な生活に、ある日謎の少年とその母が現れることから、十文字の人生は急転する……。

### キャスト
- ゼブラーマン / 十文字譲：新川優馬（演：渡洋史）
- 十文字念二郎 / 念おじ：外山裕
- 十文字節子：斉藤みゆき
- 十文字桃：清水陽子
- 十文字元：寺島浩
- 謎の少年・江戸川：中島真
- 江戸川美穂：木戸まあさ
- 須藤：山口広高
- 月島：名古屋涼
- バグピオンの声：山田平八
- ナレーター：吉岡源一郎

### スタッフ
- 連載：月刊ブラウン管君
- 企画：岡田雄治、工藤新一、小島圭太
- 監督：金本悟
- 撮影：山本享、篠原正、佐々木弘
- 照明:千葉清、野々村義人、高橋アキラ、遠山猛
- 美術:山川登
- キャラクターデザイン：赤坂和義、児玉美里
- イラスト：宮川二郎
- スタントコーディネート：辻井敬伺（Stunt Team Gocoo）

### 主題歌
「ゼブラーマンの歌」
歌：水木一郎

## 登場メカニック

### 架空
グレービー号
特撮テレビ番組『ゼブラーマン』の劇中においてゼブラーマンが搭乗していたバイク。また、市川新市も縞模様に塗装された近い形のバイクを使用するようになる。
チロリアン2号
防衛庁特殊機密調査部が用いるワゴン型車両。宇宙人を探知するレーダーのほか、車体後部に様々な機器を搭載しているが、そのため車内スペースは狭く、エアコンも装備されていない。

### 実在
防衛庁
- 73式大型トラック
- 73式中型トラック
- 73式小型トラック
- 業務車3号
- AR-15自動小銃
- 火炎放射器

米軍
- AV-8B垂直離着陸攻撃機
- 中性子爆弾

## 関連商品
- 『SIMPLE2000シリーズ Vol.60 THE 特撮変身ヒーロー』 - 隠しパーツでゼブラーマンのコスチュームが登場。

## 漫画版
基本設定は借用されているものの、ストーリーその他はほぼ山田オリジナルというべきものになっている。映画版では登場する怪人たちは「地球を侵略するために襲来した宇宙人」だったが、漫画版では「心に闇を抱えるがゆえに洗脳に身をゆだね、欲望のままに悪事に手を染めてしまった一般人」という設定になっている。怪人を「演じる」人間にも愛する者が存在しており、ヒーローを演じながらも怪人たちと同じように苦しみを抱える主人公自身の心情や葛藤、戦いを経て主人公が自分自身を見つめ直し、真の家族愛に目覚めていく過程を映画版以上に鮮明に描き出しており、「人情」「家族の絆」というテーマをより前面に押し出した作風となっている。

## プロレスラー
映画と連動した覆面レスラーのゼブラーマンは、映画に先駆けて2004年1月4日にプロレスイベントハッスルの「ハッスル1」で初お披露目された。
次いで、空手家の小笠原和彦が2月19日にゼブラーマンになることになり、2004年2月29日にプロレスリングZERO-ONEの両国国技館大会でデビューした。入場曲は映画で使用された『ゼブラーマンの歌』。試合前には映画版に主演した哀川翔から花束が贈られ、そのまま哀川は試合を観戦した。小笠原版ゼブラーマンは3月7日の「ハッスル2」にも参戦し、長州力とタッグマッチで対戦した。